# 申請售賣土地表
申請售賣土地表，俗稱「勾地表」，曾經是香港特區政府拍賣政府土地的一個途徑，此制度在亞洲金融危機後（1999年）推出，在當時，它與另一傳統的拍賣官地機制──「常規賣地」同時施行。簡單的說「勾地」就是土地在正式掛牌出讓前，由對該土地感興趣的單位向政府表明購買意向，並承諾願意支付的土地價格。
香港在長期實行「勾地」制度後，由於成功售出的土地不多，引致私人住宅建成量大減，房屋供不應求造成住宅樓價和租金屢創新高，引發強烈民怨。到2013年2月，政府宣佈取消勾地制度。

## 歷史
「常規賣地」是政府定時（主動）拍賣官地機制。在拍賣會上有人舉牌競投，投價最後的銀碼比官方內定的底價高便成交，否則該土地便由政府收回。 
受2003年嚴重呼吸道綜合症大爆發（SARS）影響，傳統的「定時拍賣官地」令香港土地供過於求，出現「流拍」現象，所以停辦。在2004年，政府全面採用「勾地」機制賣地。
在2008年一年內，全香港只有一幅位於西貢、面積約200平方米的土地成功通過「勾地」制度售出。2009年有大型地產發展商批評「勾地」制度難以吸引發展商「勾出」土地，無地建屋已造成樓市供求失衡。
2013年2月28日，時任行政長官梁振英宣佈於下年度起（即2013-2014年度）取消勾地制度，以便小型地產商競投政府土地，有利房地產市場發展。由1999年有勾地制度以來，共有58幅土地被勾出，當中包括49幅住宅用地。

## 勾地機制的程序
在「勾地」制度下，香港地政總署定期列出公開的土地儲備表《供申請售賣土地一覽表》，即是俗稱「勾地表」。有意買官地的公眾人士，包括地產發展商，可向地政總署提出申請「勾地」，並報出底價。政府收到申請，若果有關提價合乎政府估計的市場價格之十成（註：在勾地表取消前夕，官訂市價的八成也可以），就會將該地塊按規定“勾出”，並在規定期限內組織其招標或拍賣，公眾拍賣會上價高者得，提出勾地者必須參與該次競價，但其報價不得低於它申請時的底價。若果拍賣時「不到價」，即是不達到官訂拍賣當時秘密底價，地政總署有權收回，並留作下次再拍賣，直至等于或高于政府預期的價格為止。如果拍賣時無人提出等同或高於勾地者申請時的提價，政府有權沒收原先勾地者的按金。該按金是保証是次拍賣價不會低於勾地者原先的提價。
在賣地過程中，政府不會提供任何優惠予勾地申請者，如申請者最終不能買得土地，發還按金時也不會給予利息。

## 勾地個案

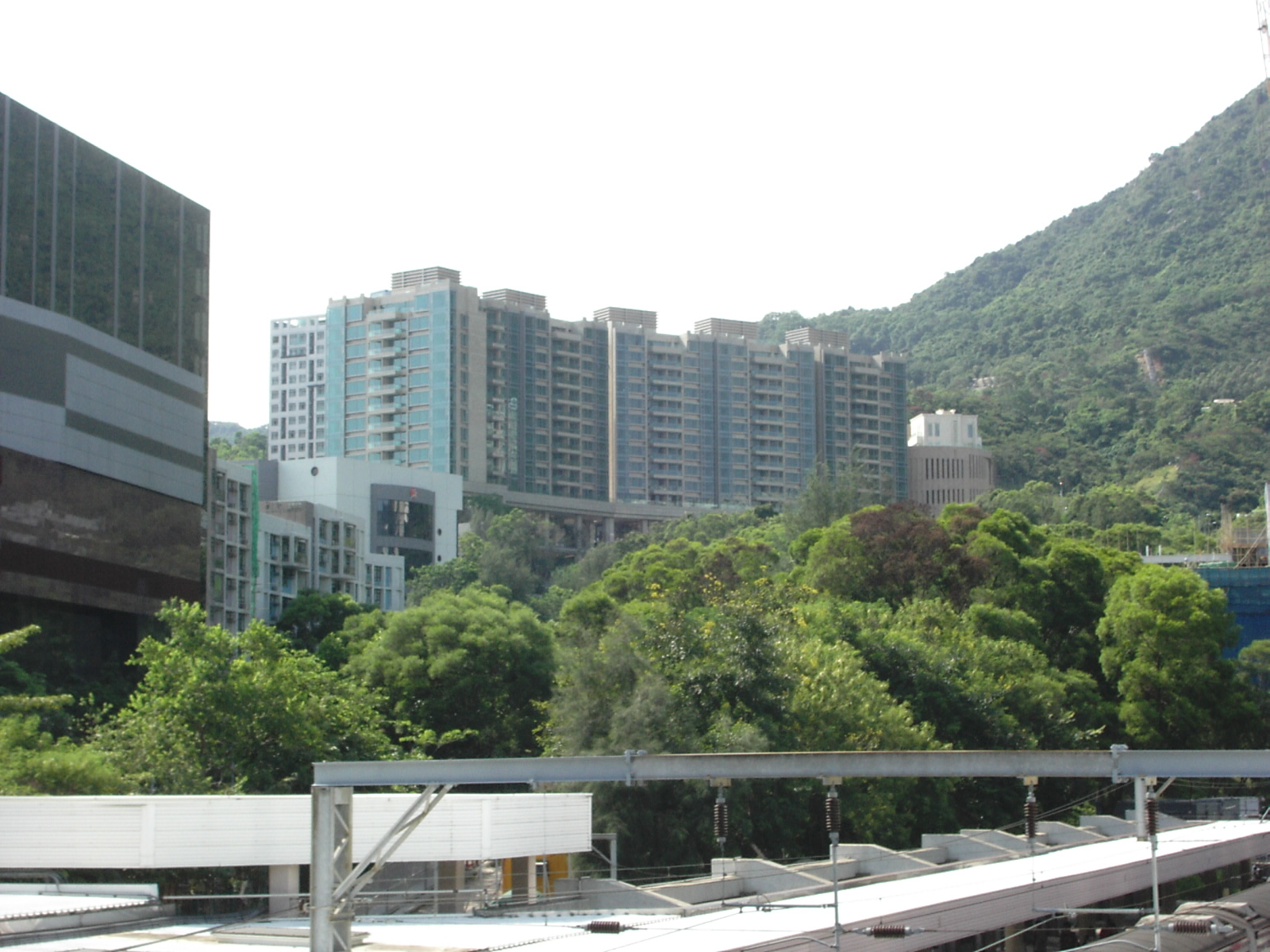
九龍塘 畢架山峰

1. 2006年11月28日，九龍塘廣播道1號，住宅用地：之前由嘉華地產以勾地方式勾出，由11家財團競逐拍賣，包括華懋、萬泰、南豐集團、恒隆地產、華置、新世界發展、嘉華地產、新鴻基地產等。結果由信和置業以19.4億港元投得，平均平方呎樓面地價是9,868港元。是1997年亞洲金融風暴之後特區政府土地拍賣成交呎價新高之一，僅亞於山頂區豪宅地皮。其實，同區信和置業正在開賣「畢架山峰」，拍賣新高有為現行樓價造勢之效果。[]

## 影響
有人認為「勾地」制度使到香港土地供應數量符合市場的實際需求，降低了對市場的干擾，也確保了土地以合理價格賣出。不過也有人認為現行的勾地制度有一些問題，政府在實施時往往只許地價升，不許跌，扭曲了市場的正常價格起落；而且政府不公開勾地表內各幅土地的底價，人為製造市場信息不對稱的問題，增加土地被勾出的難度，導致拍賣稀少，變相進一步收緊土地供應。
香港實施「勾地」制度期間，土地供應在長時期變成由大型地產商主導，長期的房屋供應短缺以及樓價和租金大升造成各種社會問題，逐漸撕裂香港社會。面對樓價嚴重脫離一般人的負擔能力，越來越多香港年輕人對置業感到絕望。

## 數量
| 年份        | 用途      | 面積(公頃) | 數量 |
| ----------- | --------- | ---------- | ---- |
| 2008 - 2009 | 酒店      | 8.3412     | 10   |
| 2008 - 2009 | 住宅      | 47.9956    | 40   |
| 2008 - 2009 | 商業/商貿 | 5.9988     | 10   |

## 外部連結
- 政府公布提升申請售賣土地表制度順暢運作的措施 （页面存档备份，存于）
- 政府公布二○○五至○六年度申請售賣土地表 （页面存档备份，存于）
- 立法會二題：政府預留土地應付未來房屋需求 （页面存档备份，存于）
- 地政總署
- 地政總署：2006年4月至2007年3月《供申請售賣土地一覽表》
- 2005年6月21號，香港勾地價降至市價八成
- 2006年，新華網:《「勾地」制度：中國國土資源部試出土地交易新招數》 （页面存档备份，存于）
- 勾地博弈-香港勾地制度对中国大陆的启示 （页面存档备份，存于）